# Trump World Tower
De Trump World Tower is een wolkenkrabber in New York. Het gebouw staat op 845 United Nations Plaza. De bouw van de woontoren begon in 1999 en werd in 2001 voltooid.

## Ontwerp
De Trump World Tower is 262,44 meter hoog en telt 72 verdiepingen, hoewel de liftpanelen 90 verdiepingen aangeven. Het is door Costas Kondylis in modernistische stijl ontworpen en heeft een vloeroppervlakte van 83.403 vierkante meter.
Het gebouw bevat een kuuroord, een fitnesscentrum met een zwembad, een restaurant en een privé wijnkelder. Het bevat in totaal 376 woningen, naast studio's, ook woningen met één, twee en drie slaapkamers.
De Trump World Tower was 's werelds hoogste woontoren van 2000 tot 2002, toen Samsung Tower Palace 3 - Tower G het gebouw overtrof. Het gebouw heeft een plattegrond van 44,2 bij 23,8 meter en bevat een tuned mass damper van 600 ton.
Bij de eerste plannen overwoog men om de toren met staal te bouwen. Men koos echter voor beton, onder andere omdat dit beter op de wind reageerde en de verdiepingen minder hoog maakte. Het is bekleed met bronskleurig glas.